# بخش باکسا
بخش باکسا (به انگلیسی: Baksa district) یک منطقهٔ مسکونی در هند است که در Lower Assam Division واقع شده‌است. بخش باکسا ۲٬۴۵۷ کیلومتر مربع مساحت و ۹۵۰٬۰۷۵ نفر جمعیت دارد.